# Druvidegran
Druvidegran (Cephalotaxus harringtonii) är en barrträdart som först beskrevs av Joseph Knight och James Forbes, och fick sitt nu gällande namn av Karl Heinrich Koch. Cephalotaxus harringtonii ingår i släktet Cephalotaxus och familjen Cephalotaxaceae. IUCN kategoriserar arten globalt som livskraftig.
Trädet förekommer i Japan, på Koreahalvön och på Taiwan. Det hittas i låglandet och i bergstrakter upp till 2700 meter över havet. Druvidegranen förekommer i blandskogar (tillsammans med bland annat träd från släktena Acer, Quercus, Tsuga, Chamaecyparis och Abies) och i barrskogar. Varieteten Cephalotaxus harringtonii var. nana som endast lever i Japan är oftast utformad som en buske. Individer som liknar en buske är ofta kopplade till skogar där Abies sachalinensis är förhärskande. Exemplar som hittas i sydliga trakter är i vanligt fall träd.

## Underarter
Arten delas in i följande underarter:
- C. h. harringtonii
- C. h. nana
- C. h. wilsoniana

## Bildgalleri

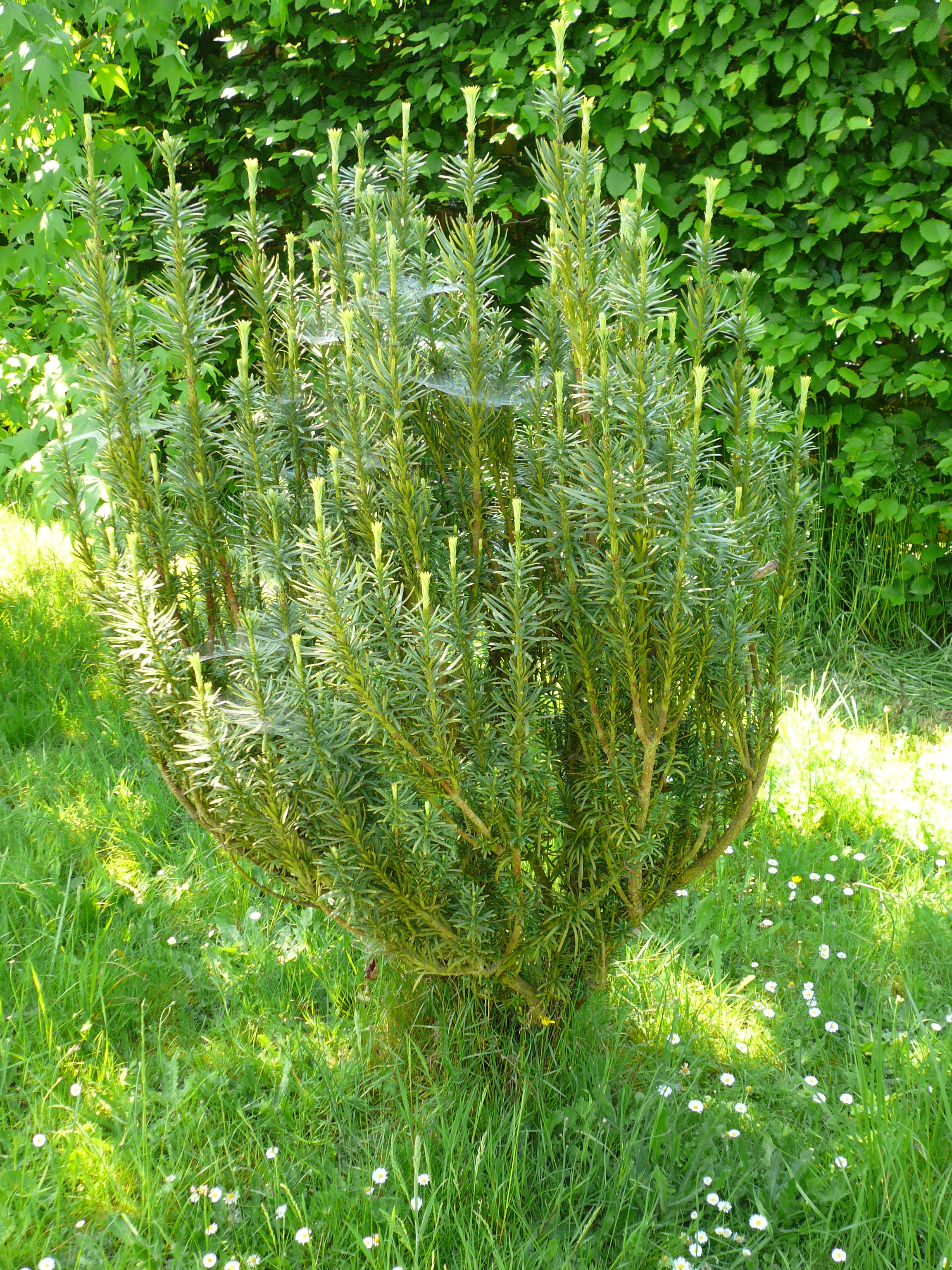
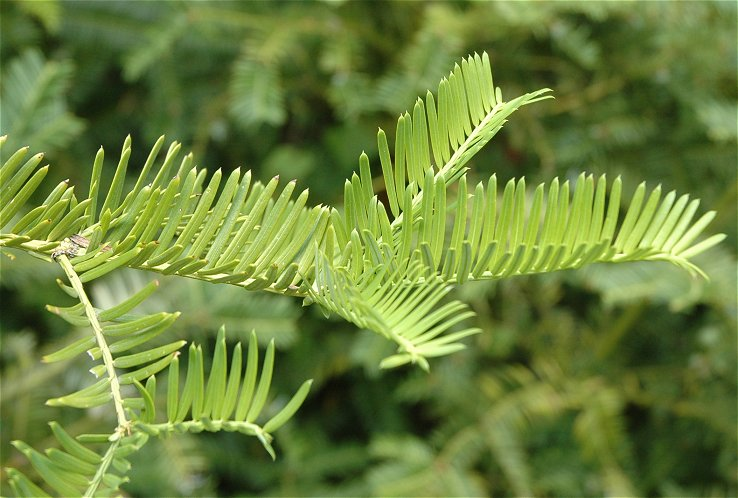
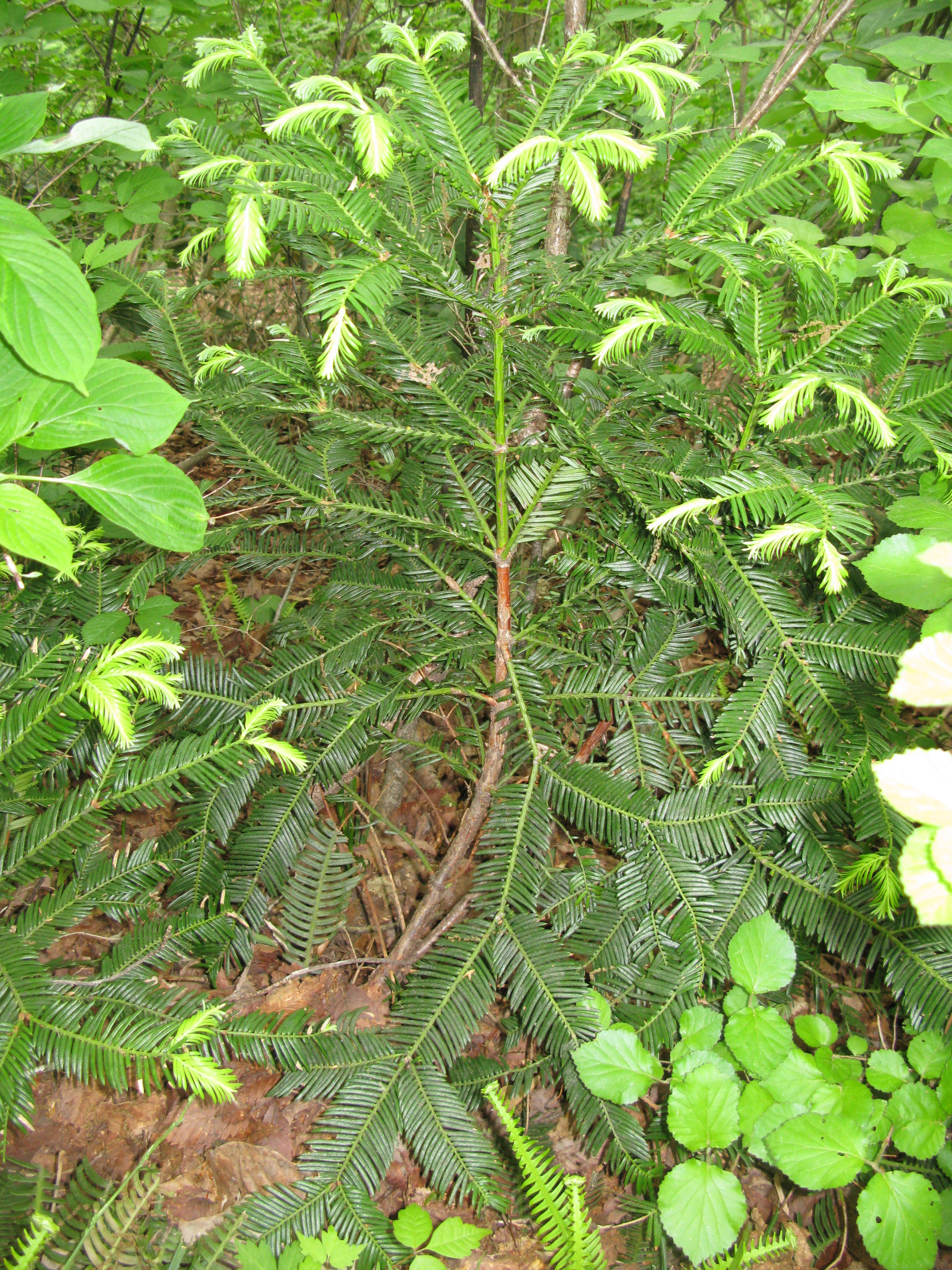
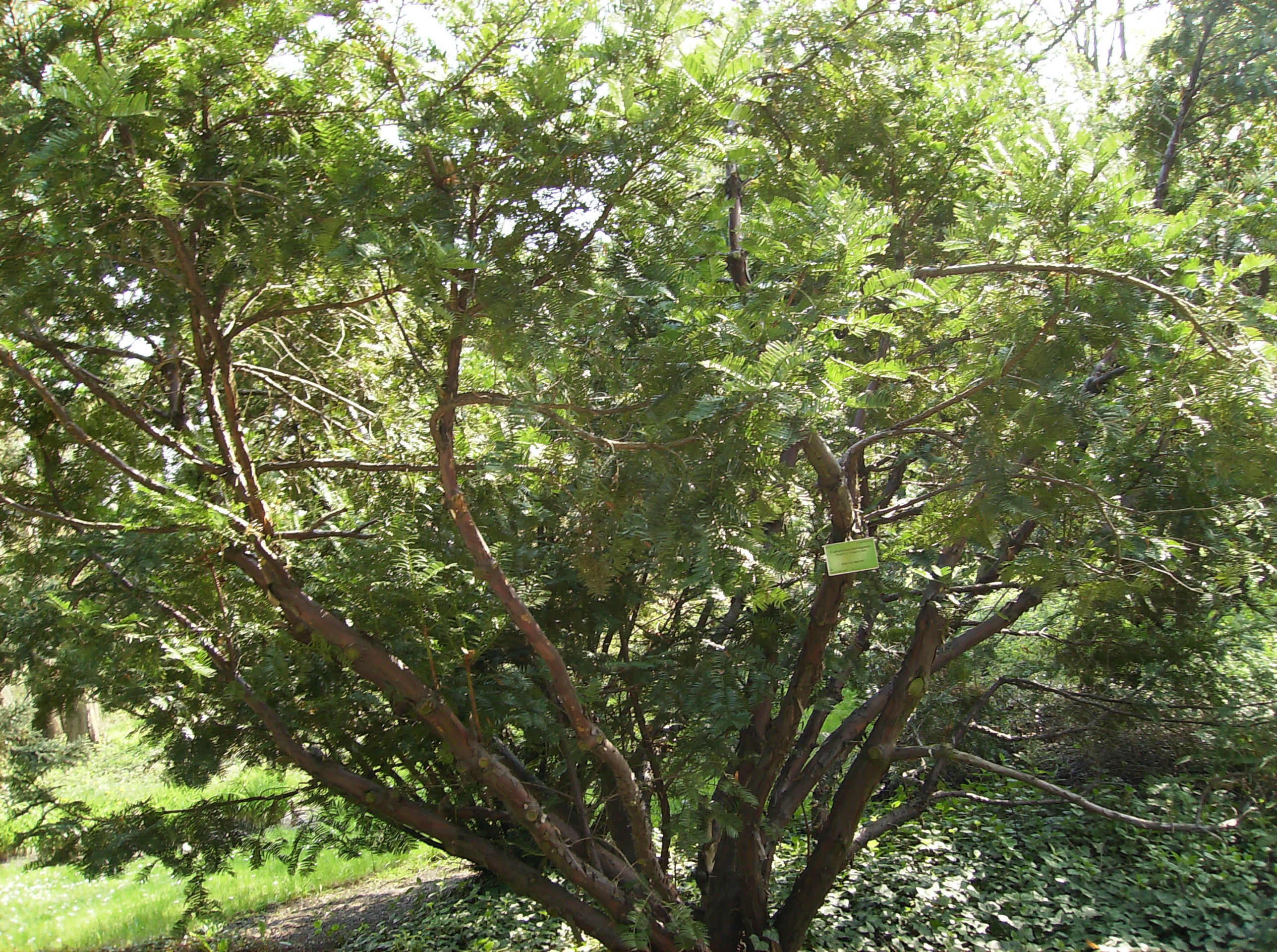
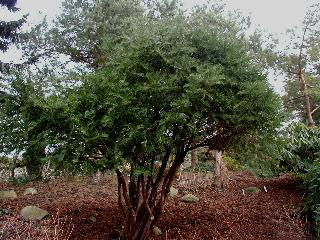
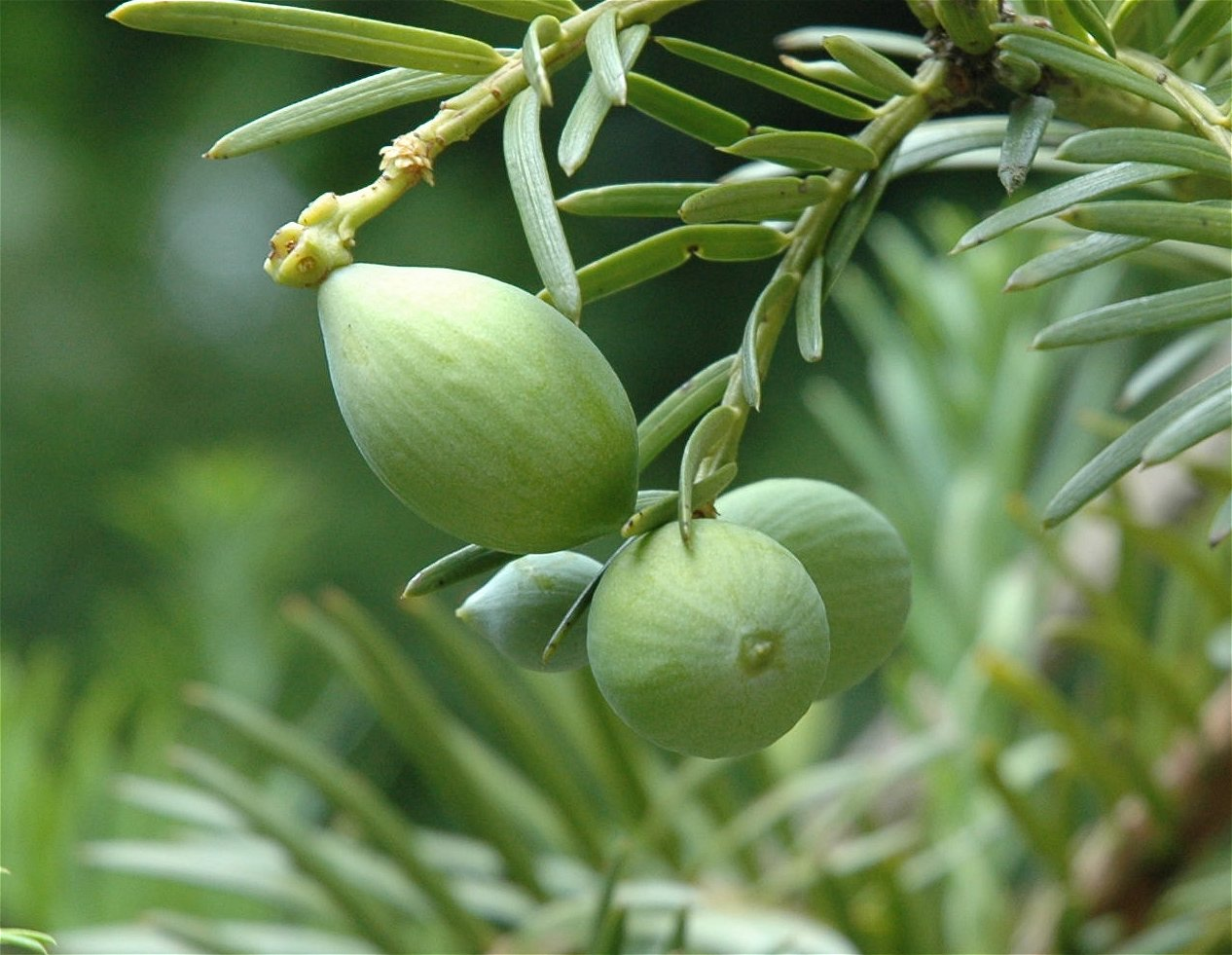